# Jelizaveta Dementjeva
Jelizaveta Dementjeva (Russisch: Елизавета Григорьевна•Дементьева) (Kostroma, 5 maart 1928 – Sint-Petersburg, 27 juli 2022) was een Sovjet-Russisch kanovaarster.
Dementjeva won tijdens de Olympische Zomerspelen 1956 de gouden medaille in de K1 500m.
In 1958 werd Dementjeva wereldkampioen in de K1 500m en ze werd tweede in de K2 500m met Antonina Seredina. Op de Europese kampioenschappen behaalde ze driemaal goud.

## Belangrijkste resultaten

### Olympische Zomerspelen
| Editie | Plaats    | Resultaten |
| ------ | --------- | ---------- |
| 1956   | Melbourne | K1 500m    |

### Wereldkampioenschappen vlakwater
| Jaar | Plaats | Resultaten        |
| ---- | ------ | ----------------- |
| 1958 | Praag  | K1 500m · K2 500m |

### Europese kampioenschappen kanosprint
| Jaar | Plaats   | Resultaten        |
| ---- | -------- | ----------------- |
| 1957 | Gent     | K1 500m           |
| 1959 | Duisburg | K1 500m · K2 500m |

1948: Karen Hoff ·
1952: Sylvi Saimo ·
1956: Jelizaveta Dementjeva ·
1960: Antonina Seredina ·
1964: Ljoedmila Pinajeva-Chvedosjoek ·
1968: Ljoedmila Pinajeva-Chvedosjoek ·
1972: Joelia Rjabtsjinskaja ·
1976: Carola Zirzow ·
1980: Birgit Fischer ·
1984: Agneta Andersson ·
1988: Vanja Gesjeva ·
1992: Birgit Schmidt-Fischer ·
1996: Rita Kőbán ·
2000: Josefa Idem-Guerrini ·
2004: Natasa Janics ·
2008: Inna Osipenko-Radomska ·
2012: Danuta Kozák ·
2016: Danuta Kozák ·
2020: Lisa Carrington ·
2024: Lisa Carrington